# Haplostichanthus
Haplostichanthus F. Muell. – rodzaj roślin z rodziny flaszowcowatych (Annonaceae Juss.). Według The Plant List w obrębie tego rodzaju znajdują się 4 gatunki o nazwach zweryfikowanych i zaakceptowanych, podczas gdy kolejnych 8 taksonów ma status gatunków niepewnych (niezweryfikowanych). Występuje naturalnie na obszarze od Malezji do Australii. Gatunkiem typowym jest H. johnsonii F.Muell.

## Morfologia
PokrójZimozielone krzewy.
LiścieNaprzemianległe, pojedyncze. Blaszka liściowa jest całobrzega.
KwiatyPromieniste, obupłciowe, zebrane w pęczki, ale mogą występować również pojedynczo, rozwijają się w kątach pędów lub bezpośrednio na pniach i gałęziach (kaulifloria). Mają 3 wolne działki kielicha. Płatków jest 6, ułożonych w dwóch okółkach, są wolne. Kwiaty mają liczne wolne pręciki. Zalążnia jest górna składająca się z wolnych owocolistków.
OwocePękające owoce zbiorowe.

## Systematyka
Pozycja według APweb (aktualizowany system APG III z 2009)Rodzaj wraz z całą rodziną flaszowcowatych w ramach rzędu magnoliowców wchodzi w skład jednej ze starszych linii rozwojowych okrytonasiennych określanych jako klad magnoliowych.
Lista gatunków
- Haplostichanthus gamopetala (Boerl. ex Koord.) Heusden
- Haplostichanthus heteropetala (Merr.) Heusden
- Haplostichanthus lanceolata (S. Vidal) Heusden
- Haplostichanthus longirostris (Scheffer) Heusden